# Playlist (Ivan Cattaneo)
Playlist è un album raccolta di Ivan Cattaneo pubblicato nel 2016 dall'etichetta Rhino Records.

## Tracce
1. Quando tramonta il sol
2. La bambolina che fa no no
3. Sono bugiardo
4. Una zebra a pois / Tintarella di luna
5. Toro! Torero!
6. Polisex
7. Narciso (Ivan il terribile)
8. Bang Bang (Al cuore bang bang)
9. Coccinella (Il primo travestito)
10. Nessuno mi può giudicare
11. La ragazza di Ipanema
12. Abbronzatissima
13. Hello I Love You / Light my fire
14. Cha Cha Che Guevara
15. Odio & Amore